# رومینگهم
رومینگهم (به فرانسوی: Ruminghem) یک کمون در فرانسه با جمعیت ۱٬۴۴۹ نفر است که در پا-دو-کاله واقع شده‌است.